# 杜比夫齊 (捷爾諾波爾區)
49°40′53″N 25°38′19″E / 49.68139°N 25.63861°E
杜比夫齊（烏克蘭語：Дубівці）是位於烏克蘭西部泰爾諾皮爾州裏泰爾諾皮爾區的村莊，海拔高度352米，2001年人口777，人口密度每平方公里375.4人。